# Louka (okres Blansko)
Obec Louka se nachází v okrese Blansko v Jihomoravském kraji. Žije zde 61 obyvatel.

## Historie
První písemná zmínka o obci pochází z roku 1360. Ze 14. století také pochází první zmínky o stejnojmenném hradu, nacházejícím se severně od obce.

## Pamětihodnosti
- Hrad Louka
- lesní hřbitůvek zv. Žalov (nedaleko tábora při hranici s Hodonínem)

## Galerie

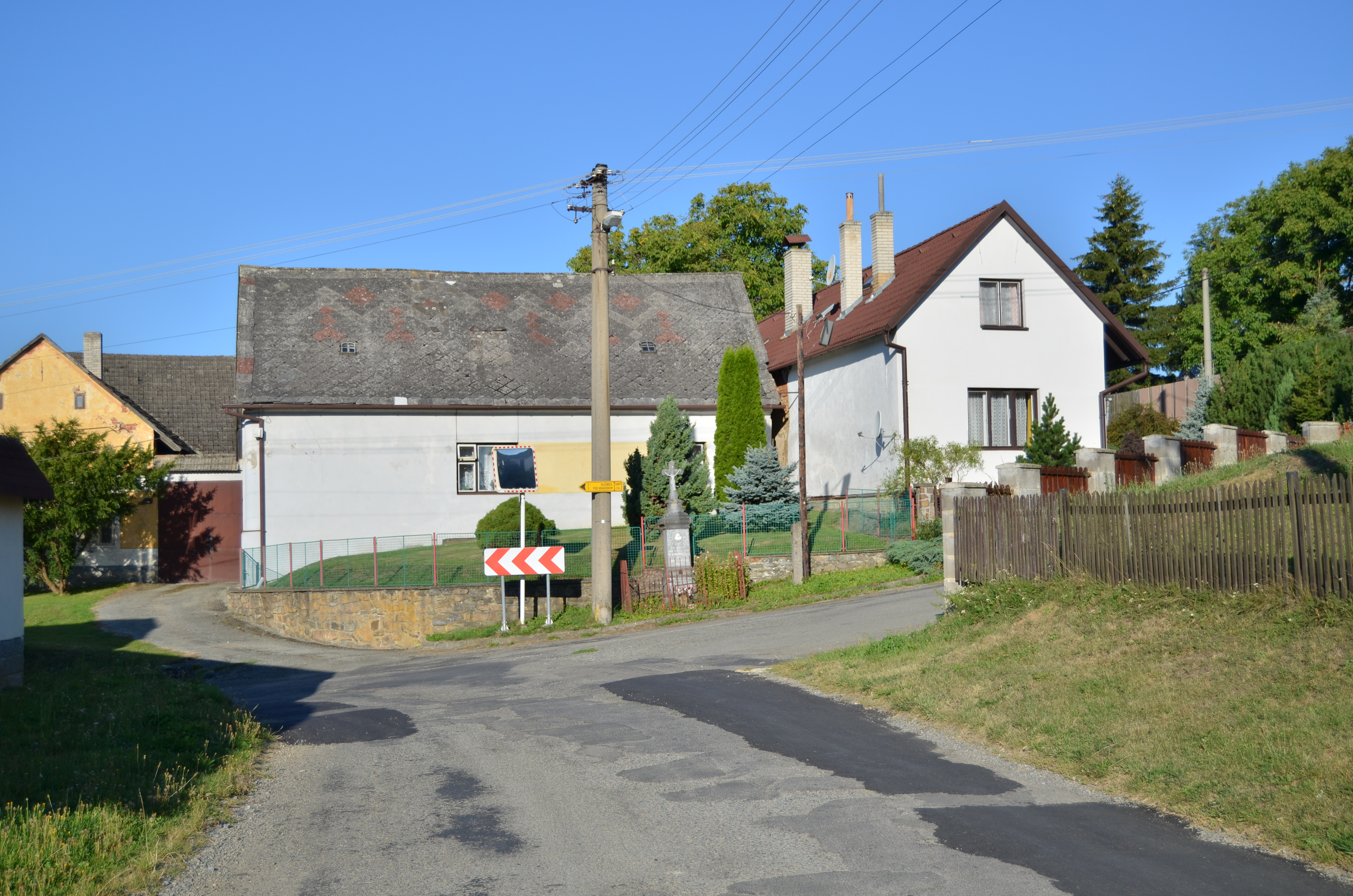
Střed obce
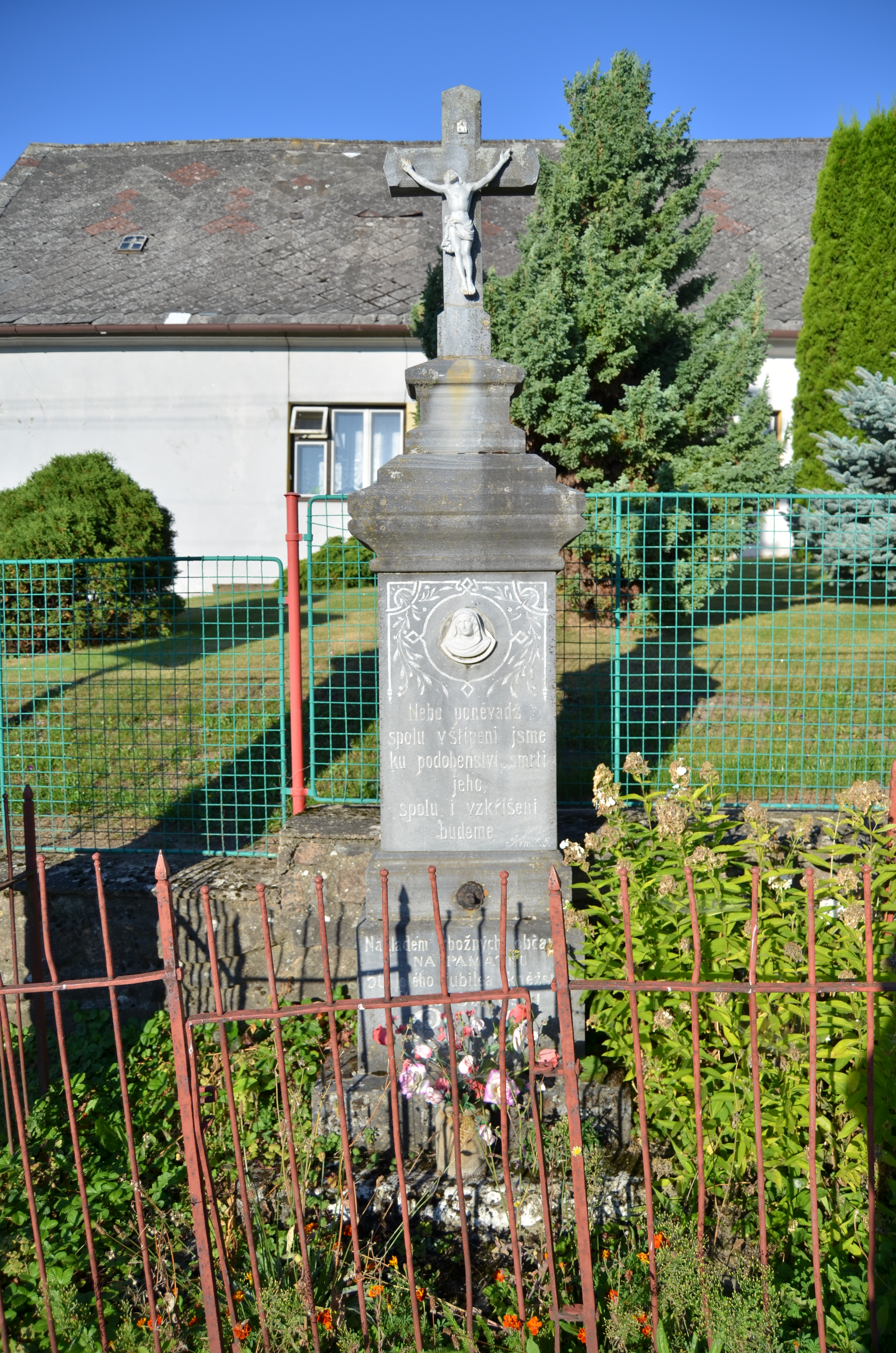
Kříž
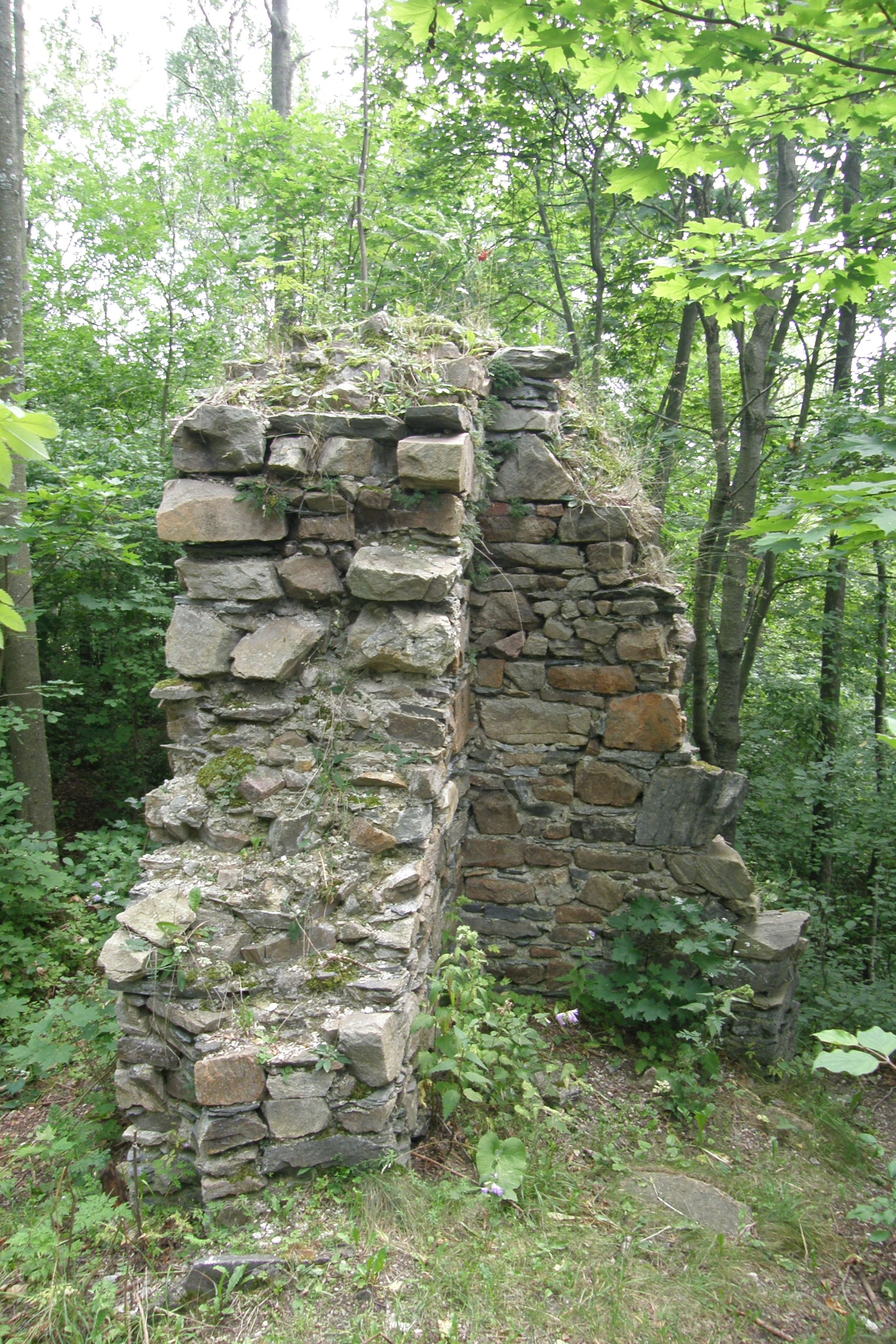
Zřícenina hradu
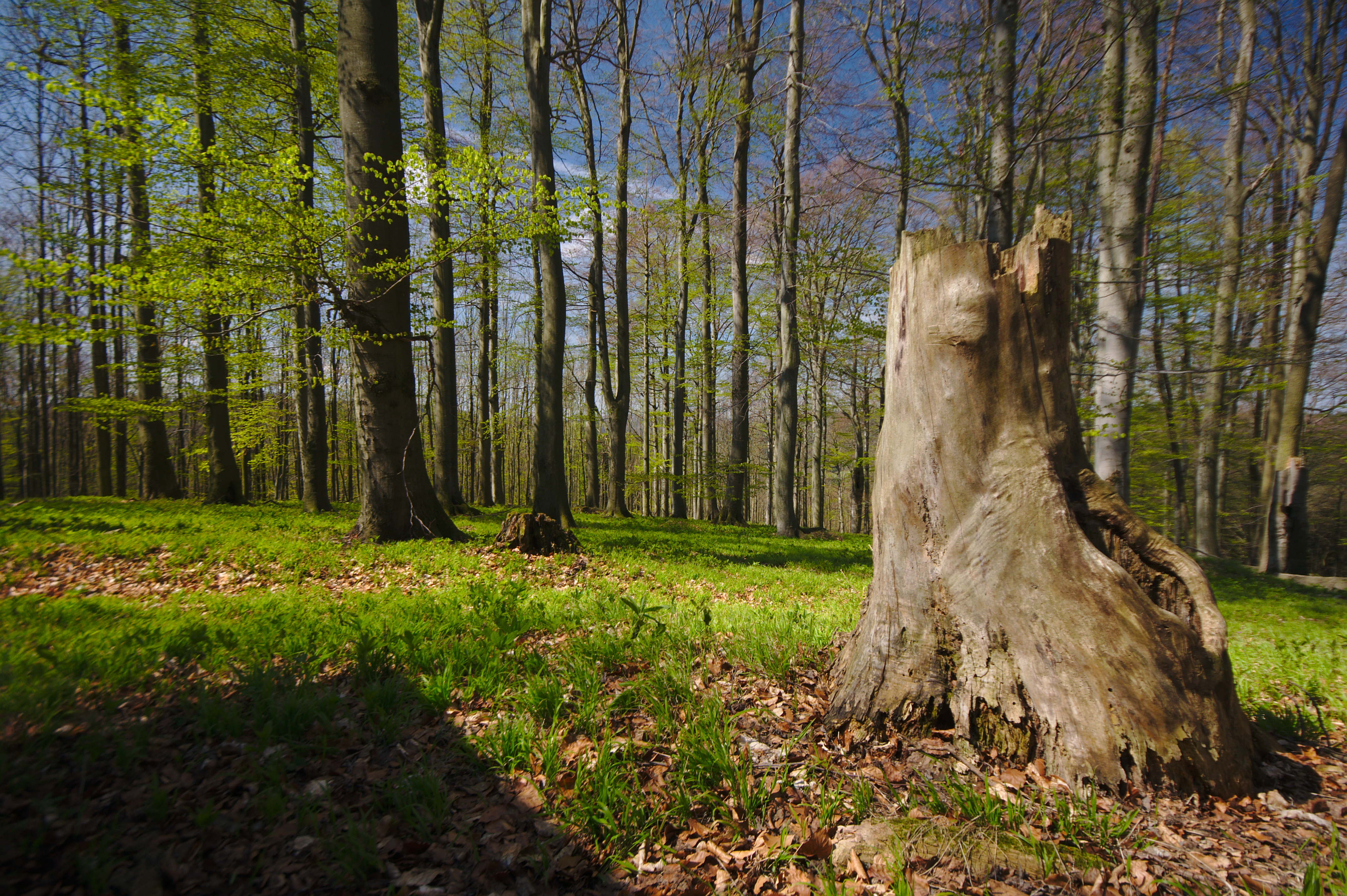
Přírodní památka Loucká obora